# Mariusz Błaszczak
Mariusz Błaszczak (Legionowo, 19 settembre 1969) è un politico polacco, Ministro dell'interno dal 2015 al 2018 e Ministro della difesa nazionale dal 9 gennaio 2018 al 13 dicembre 2023.
Il 22 giugno 2022 il presidente Andrzej Duda ha nominato Błaszczak come successore di Jarosław Kaczyński nel ruolo di vice primo ministro della Polonia.

## Biografia
È nato a Legionowo, nel voivodato della Masovia, da Lucjan e Danuta Błaszczak; il padre ha lavorato come operaio nello stabilimento FSO di Żerań, a Varsavia.
Ha conseguito una laurea presso la facoltà di storia dell'Università di Varsavia, e ha ottenuto un master professionale nel 1995 con la tesi intitolata Le opinioni della nobiltà delle province di Poznań e Kalisz nei confronti della politica estera della Repubblica di Polonia negli anni 1587-1611.